# Maneta
|  | Aquest article tracta sobre el mecanisme per obrir. Vegeu-ne altres significats a Pom (botànica) i Busca. |

Una maneta, pom o puny és el mecanisme que serveix per a obrir i tancar portes, calaixos i altres elements del mobiliari. N'hi ha de molts tipus i formes. Algunes són giratòries, perquè accionen un mecanisme que obre i tanca. D'altres són fixes i s'agafen per fer l'acció d'obrir o tancar. També n'hi ha de palanca, que cal pressionar per a fer funcionar el mecanisme.
Entre els materials habituals de fabricació de les manetes tenim el llautó, el bronze, l'alumini, el ferro i altres aliatges de metalls menys comuns.

## Curiositats
Les manetes rodones giratòries són les recomanades per a les cases on hi ha animals de companyia, ja que alguns d'aquests animals, com ara el gos o el gat, són capaços d'aprendre tots sols a obrir les portes amb maneta de palanca, si bé la seva anatomia no els permet d'obrir les manetes giratòries.

## Galeria d'imatges

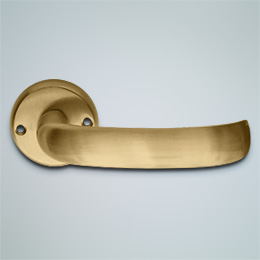
Maneta de llautó fos.
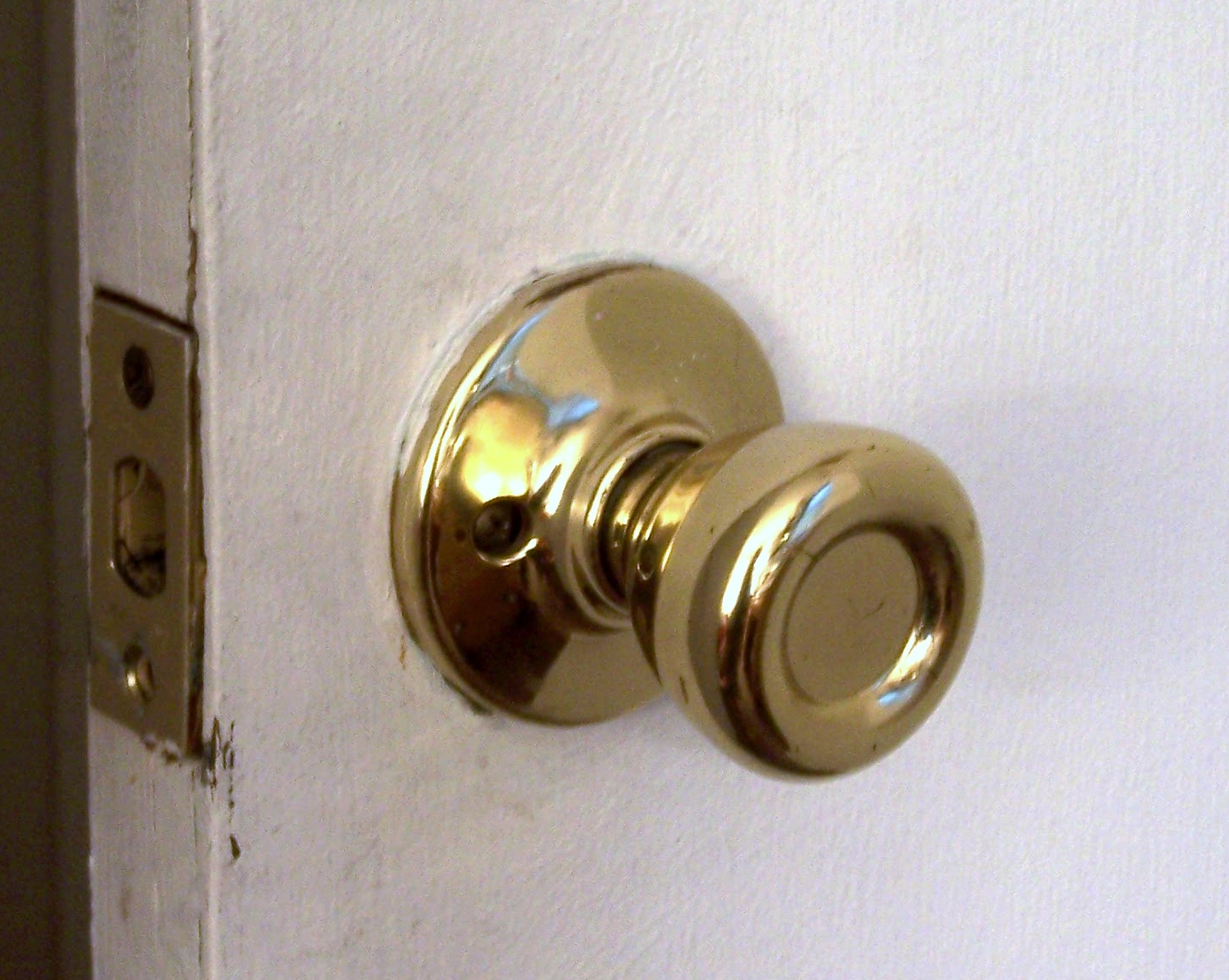
Maneta rodona giratòria.